# O frigideiro/A bertoela
O frigideiro/A bertoela è il primo singolo del cantautore italiano Bruno Lauzi, con lo pseudonimo di Miguel e i Caravana, pubblicato nel luglio 1962.

## Descrizione
Entrambi i brani presenti nel disco sono cantati in genovese. I testi sono scritti da Giorgio Calabrese, mentre le musiche di O frigideiro dallo stesso Calabrese, Lauzi e Gian Franco Reverberi, mentre A Bertoela dai soli Lauzi e Reverberi.
Il disco è stato pubblicato dalla CGD in formato 7" con numero di catalogo N 9390. La copertina raffigura un frigorifero che si apre, contenente il volto di Lauzi; sul retro vi sono invece le traduzioni in italiano dei testi delle due canzoni. Entrambi i brani sono editi dalle Edizioni musicali Suvini-Zerboni.
O frigideiro (Il frigorifero) racconta la storia di un tale che cerca in tutti i modi di convincere un suo amico a comprare un frigorifero prima che arrivi l'inverno per invitare gli amici, elencando tutti i vantaggi che comporta il possedere un frigorifero. La particolarità del brano è che, essendo musicalmente un samba, il genovese pare, in alcuni punti, portoghese. La canzone è stata ristampata nel 1965 come lato B del singolo O scioco; è stata inoltre pubblicata in una versione dal vivo nel 1971 nell'album Amore caro, amore bello
A bertoela parla di un gagà di periferia che fa il bullo nei confronti del protagonista del brano. Una nota riportata nel retro di copertina fa presente che il "Caracalla" citato nel testo è uno scaricatore di porto, realmente esistito, che durante uno spettacolo teatrale aveva impersonato la parte dell'imperatore romano, guadagnandosi così questo soprannome.

## Tracce
1. O frigideiro (testo: Giorgio Calabrese – musica: Giorgio Calabrese, Bruno Lauzi, Gian Piero Reverberi)
2. A bertoela (testo: Giorgio Calabrese – musica: Bruno Lauzi, Gian Piero Reverberi)

## Cover
- O frigideio è stata riproposta nell'album del 1996 Belinlandia dei Buio Pesto cantata insieme a Bruno Lauzi.
- O frigideiro è presente nella scena in cui Bruno Lauzi fa il negoziante nel film InvaXön - Alieni in Liguria del 2004.
- O frigideiro è presente nell'album omaggio del 2013 di Zibba e Almalibre al paroliere genovese Giorgio Calabrese E sottolineo se.